# Ławcuny
Ławcuny (biał. Лаўцуны; ros. Лавцуны) – wieś na Białorusi, w obwodzie grodzieńskim, w rejonie werenowskim, w sielsowiecie Bastuny. W źródłach spotykana jest także nazwa Łowczuny.
W dwudziestoleciu międzywojennym zaścianek. Leżał w Polsce, w województwie nowogródzkim, w powiecie lidzkim, do 11 kwietnia 1929 w gminie Żyrmuny, następnie w gminie Werenów.